# Mönchengladbach
Mönchengladbach grad je u njemačkoj pokrajini Sjevernoj Rajni-Vestfaliji.
Sadašnje granice grad je dobio 1. siječnja 1975. kada su mu priključeni grad Rheydt (u to vrijeme 99.963 stanovnika) i općina Ickrath (13.961 stanovnika).
Mönchengladbach leži u ravnici, premda u njemu postoji i nekoliko brježuljaka. Najviša točka je na 133 metra, a najniža na 35 metara nadmorske visine. Velike površine su pod šumama i parkovima.
Nalazi se 16 kilometara zapadno od Rajne.

## Gradovi prijatelji
- North Tyneside, Ujedinjeno Kraljevstvo od 1958.
- Thurrock, Ujedinjeno Kraljevstvo od 1969.
- Roubaix, Francuska od 1969.
- Verviers, Belgija od 1970.
- Roermond, Nizozemska od 1971.
- Bradford, Ujedinjeno Kraljevstvo od 1971.

## Galerija
- Građevine u Mönchengladbachu
- Münster
- Münster

## Vanjske poveznice
- Službene stranice Grada